# 帕拉·绛巴曲坚
帕拉·绛巴曲坚（藏語：བྱམས་པ་ཆོས་རྒྱན་，威利转写：byams pa chos rgyan，1865年—1925年）藏族，西藏拉萨人，西藏贵族，噶厦官员。

## 生平
帕拉家族的帕拉·白玛结布晚年所生之子绛巴曲坚18岁进入仕途，后成为十三世达赖时期最有影响力的僧官之一。1888年任孜仲（四品僧官），1890年奉派到桑耶寺建造诺金钦波的一座大经堂。1896年任堪穷（四品僧官）兼布达拉僧官学校（rtse solb dge rgan）校长。1905年被提名为噶伦的第二候选人，但没有获得批准。1920年任堪钦（三品僧官），1922年任基巧堪布。1925年，帕拉·绛巴曲坚逝世。